# Brislach
Brislach (schweizerdeutsch: Brislech) ist eine politische Gemeinde im Bezirk Laufen des Kantons Basel-Landschaft in der Schweiz.

## Geographie

Historisches Luftbild von Werner Friedli (1953)

Die ländliche Gemeinde liegt etwa 20 Kilometer südwestlich der Stadt Basel, am Anfang des Lüsseltals. Die Fläche des Gemeindegebiets beträgt 942 Hektar, davon sind 40 % Landwirtschaftsfläche, 37 % Wald und 9 % Siedlungen (Stand 2024).

## Wirtschaft
Wichtige Erwerbszweige sind das Kleingewerbe und die Landwirtschaft. In Brislach befindet sich ein wichtiges elektrisches Unterwerk, das unter anderem die Stadt Basel mit Energie beliefert. Über die Zuständigkeit der elektrischen Anlagen wie Unterwerk und Übertragungsleitungen gab es rechtliche Probleme, da der Bezirk Laufen vom Kanton Bern an den Kanton Basel-Landschaft überging.
In Brislach gibt es eine Zweigstelle der Firma Gilgen Logistics.

## Politik
Gemeindepräsident ist Hannes Niklaus (FDP, Stand 2025).
Bei den Schweizer Parlamentswahlen 2023 betrugen die Wähleranteile in Brislach: SVP 42,5 % (2019 38,3 %), Mitte 17,1 % (19,4 %), SP 15,2 % (17,1 %), FDP 11,3 % (10,1 %), glp 5,8 % (4,1 %), Grüne 5,6 % (8,0 %), EVP 1,3 % (3,0 %), EDU 0,2 % (–).

## Geschichte
Die erste urkundliche Erwähnung von Brislach datiert aus dem Jahre 1144 als Brislacho. Bis Ende des 19. Jahrhunderts war es ein reines Bauerndorf, dessen Häuser sich ausschliesslich der Dorfstrasse entlang zogen. Etwa ein Dutzend Landwirtschaftsbetriebe ist übrig geblieben, die sich zum Grossteil ausserhalb des Dorfkerns befinden. Das restliche Dorf besteht mehrheitlich aus Wohnquartieren und vereinzelten Unternehmen. In der Frage des Kantonswechsels des Laufentals sprach sich Brislach für den Kanton Solothurn aus und lehnte sowohl 1983 als auch 1989 den Beitritt zum Kanton Basel-Landschaft ab. Die Gemeinde wechselte aber schliesslich mit dem übrigen Bezirk zu Basel-Landschaft. In den letzten 15 Jahren ist Brislach bevölkerungsmässig um 40 Prozent gewachsen.

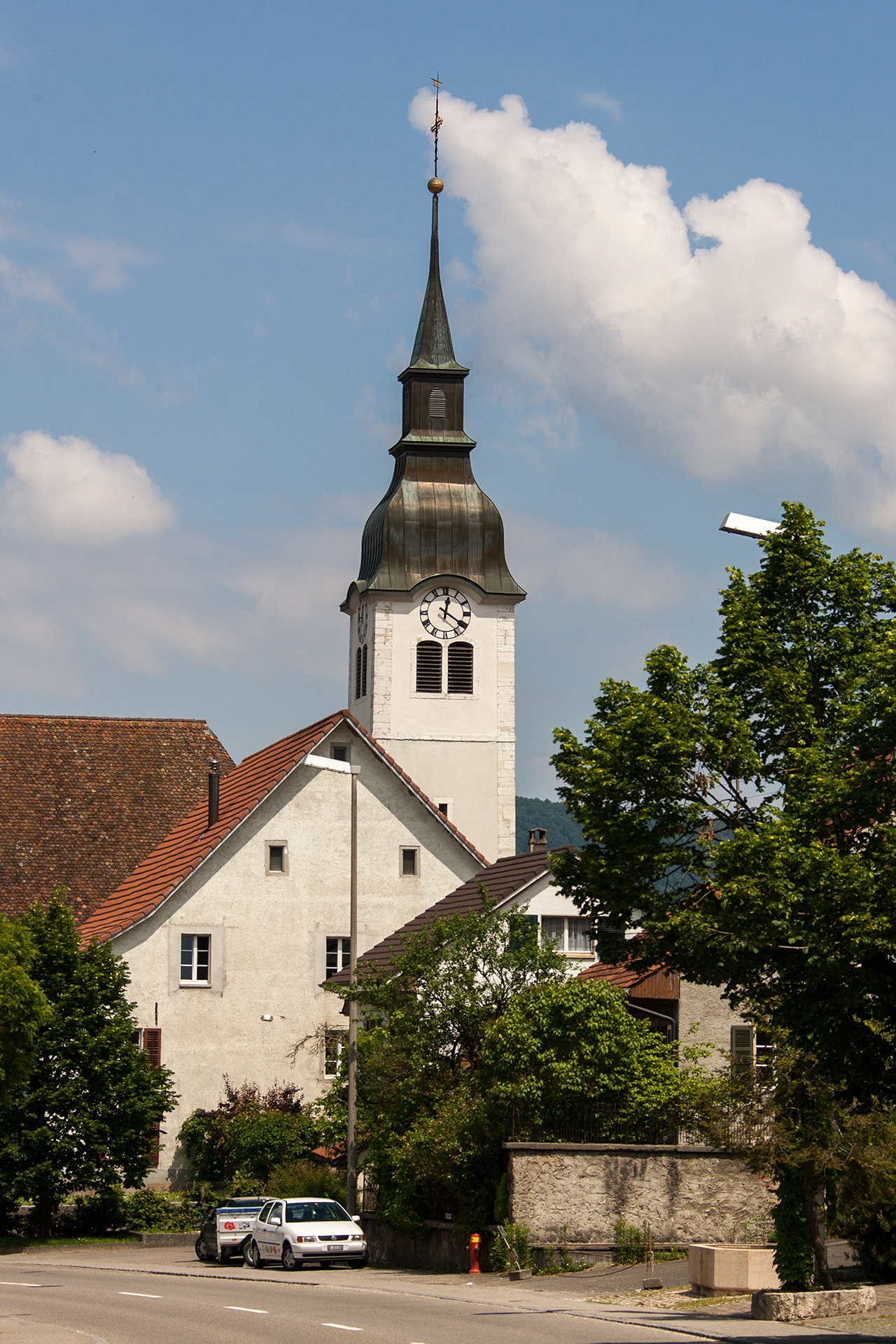
Pfarrkirche St. Peter

## Wappen
Das Wappen aus dem Jahr 1946 zeigt zwei rote, gekreuzte Lilienstäbe auf goldenem Grund. Das Wappen gehörte der Familie «von Ramstein», deren ursprünglicher Name «von Brislach» ist (vgl. auch mit den Wappen von Bretzwil, Nunningen, Zullwil und Zwingen).